# EFIS-Schering-Plough European Immunology Prize
Der EFIS-Schering-Plough European Immunology Prize war ein Wissenschaftspreis, der 2006 und 2009 von der Europäischen Föderation der Immunwissenschaften (European Federation of Immunological Societies, EFIS) für bedeutende Entdeckungen auf dem Gebiet der Immunforschung vergeben wurde.
Der Preis war mit 50.000 Euro dotiert. Die EFIS umfasst 27 nationale Fachgesellschaften mit insgesamt 13.000 Mitgliedern.

## Preisträger
- 2006: Alberto Mantovani, Universität Mailand
- 2009: Michael Reth, Universität Freiburg für seine Arbeiten zur Aufklärung der Aktivierungsprozesse von Immunzellen.